# Manea Mohammed
Manea Mohammed (Arabic:مانع محمد) (sinh ngày 19 tháng 6 năm 1989) là một cầu thủ bóng đá người Các Tiểu vương quốc Ả Rập Thống nhất. Hiện tại anh thi đấu ở vị trí Tiền vệ chạy cánh cho Shabab Al-Ahli.